# ديربي المحلة
ديربي المحلة أو هي المباراة التي تجمع ين فريقي نادي بلدية المحلة ونادي غزل المحلة،وهما الناديين الأكثر شعبية في المحلة، ودائما ما تكون مليئة بالحماس والاثارة سواء من اللاعبين أو من الجمهور.
*البطولات*
حقق الغزل بطولة دوري، وكان وصيف للكأس 6 مرات، ووصيف دوري أبطال افريقيا مرة، وصيف السوبر المصري مرة، بينما حقق البلدية بطولتين، وصيف كأس مرة 2002، ربع نهائي أبطال الكؤوس 2003.
|}
*الصعود للمتاز*
صعد البلدية 10 مرات للدوري الممتاز، في مواسم 92/93، 93/94، 94/95، 95/96، 96/97، 97/98، وهبط موسم 98/99، ثم صعد مرة ثانيه بموسم 2002-2003، 2003/2004، 2004/2005، 2007/2008، 2023/2024.
بينما صعد الغزل 46 موسم آخرهم موسم 2015-2016.|}
*احصائيات*
جمع الفريقان 30 مواجهة، استطاع الغزل الفوز في 14 مباراة، بينما فاز البلدية في 4 مباريات فقط، وتعادلا في 12 مباراة.
- أكبر فوز للغزل علي البلدية كان ثلاثية نظيفة، حققه مرتين موسم 2003/2004.
- حقق الغزل الفوز علي بلدية الملحة بنتيجة 2/0 مرتين، بالدور الأول لمحمد عبد الشافي ومحمد عطية، والمرة الثانية بملعب البلدية لمرسي عبد اللطيف ومحمد صلاح، بالموسم الأخير للبلدية بالدوري الممتاز.
- يأتي أكرم عبد المجيد هدافا للبلدية، واكرامي هدافا للغزل.
ويعد ديربي موسم 2007/2008الاخير حتي اللحظه

في الدوري الممتاز 